# Casa-fàbrica Bosch
La casa-fàbrica Bosch era un conjunt d'edificis situats als carrers de la Cera i de la Reina Amàlia del Raval de Barcelona, avui desapareguts.

## Història
El 1840, Engràcia Serra, vídua del fabricant d'indianes Joan Calafell i Altabàs i el seu fill Joan Calafell i Serra van establir una parcel·la del seu hort a la cantonada dels carrers de la Reina Amàlia i el de la Cera a la societat Josep Solà i Cia, formada pel fabricant de filats de cotó Josep Solà i Perramon i el xocolater Ignasi Galtés. Aquesta hi va fer construir una casa-fàbrica de planta baixa i quatre pisos segons el projecte del mestre d'obres Pau Martorell. En les obres, acabades el 1843, hi intervingueren el mestre de cases Josep Soler, el fuster Josep Boix, el manyà Josep Sendil, el vidrier Josep Molist i el pintor Francesc Pujol. Aquell mateix any, els dos socis, juntament amb l'indià Josep Bosch i Mustich (que havia retornat a Barcelona), van constituir formalment la societat Solà i Cia, l'objecte de la qual seria el lloguer de les instal·lacions i la força motriu del vapor a diversos fabricants. A tal efecte, hi van fer instal·lar una màquina de vapor de 16 CV. El 1845, la mateixa societat va adquirir en emfiteusi a Calafell una altra parcel·la de 60 pams d'amplada al costat de l'anterior (núm. 4). Algun temps després, es va dissoldre i la propietat de la fàbrica va quedar en mans de Bosch.
El 1849 hi havia les filatures de cotó d'Eulàlia Camprubí i Ubach, Torres i Cia, i el 1857, les d'Artigas i Gispert, Eulàlia Camprubí i Salvador Sagrera (vegeu casa-fàbrica Sagrera). Aquell mateix any, la vídua Rosa Carbonell, com a tutora dels seus fills, va treure a subhasta la casa-fàbrica, coneguda com a de l'«Hort pintat», i el 1858 va demanar permís per a obrir una nova línia vertical de finestres al carrer de la Cera, segons el projecte de l'arquitecte Carles Gauran.
A la mort de Josep Bosch i Mustich, els seus fills van continuar amb el lloguer de l’espai industrial i la força motriu del vapor a través de la raó social Successors de Josep Bosch i Mustich, administrada per Antoni González. El 1868, aquesta societat va presentar una sol·licitud per a legalitzar les instal·lacions de vapor existents, essent l'arrendatari el fabricant de filats de cotó Salvador Juncadella i Ferrer, que el 1871 la va subarrendar a Josep Mitjans i Rubió. El 1874, es va fer la partició de l'herència i la casa-fàbrica va quedar en mans de Josep Bosch i Carbonell (1843-1895).
A finals del segle xix hi havia la fàbrica de trenyines de cotó de Jaume Pons i Parellada, anomenada «La Manresana», on el 19 de febrer del 1899 es va declarar un incendi que la va destruir: «Un terrible incendio ha reducido á cenizas la fábrica de tejidos é hilados de los Sres. Arguerocea [?], Pons y Parellada, establecida en la calle de Amalia, esquina á la de la Cera. El siniestro se inició á las siete de la tarde, adquiriendo desde los primeros instantes gran incremento, y propagándose rápidamente á todas las dependencias de la casa. […] A las nueve y media se consiguió localizar el fuego, impidiendo, con auxilio de las bombas, que se comunicase á los edificios lindantes y próximos. De la fábrica sólo han quedado en pie parte de las fachadas, que amenazan hundirse. Todo lo demás ha sido pasto de las llamas. En el edificio incendiado había establecidas tres industrias: algodonera, de lampistería y depósito de especies. Se han perdido todas las existencias. El edificio estaba asegurado.»
Després de l'incendi, les «quadres» del carrer de la Cera foren enderrocades, i el 1901, Maria dels Àngels Masó i Falp, vídua de Josep Bosch i Carbonell, i els seus fills van vendre els terrenys al fabricant de licors anisats Antoni Tortras i Codina.
Els edificis del carrer de la Reina Amàlia van quedar en peu, però foren enderrocats a la dècada del 1990 per a construir-hi una nova promoció d'habitatges.

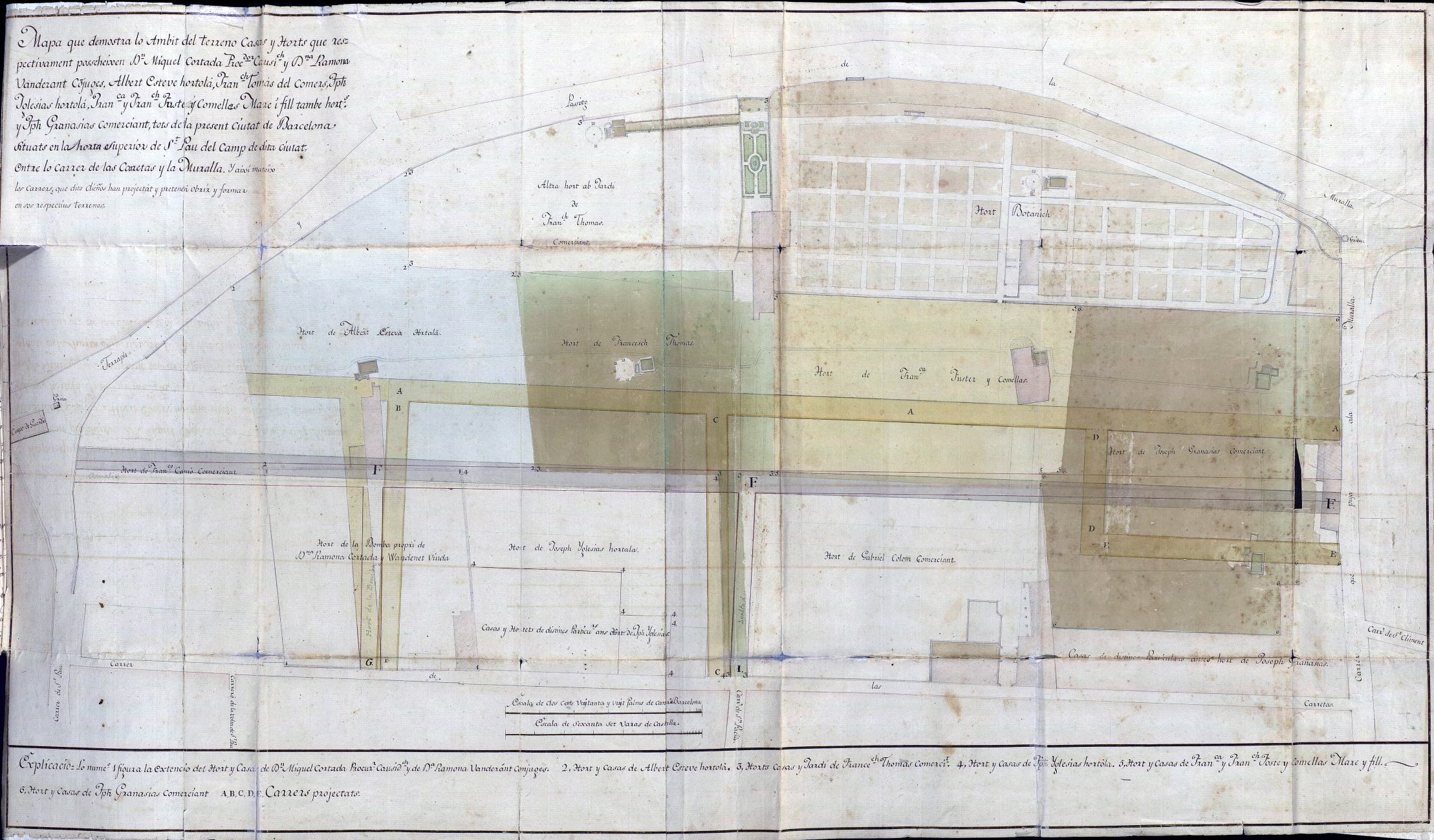
Projecte d'obertura dels carrers de la Reina Amàlia, Lleialtat i Hort de la Bomba (1807)

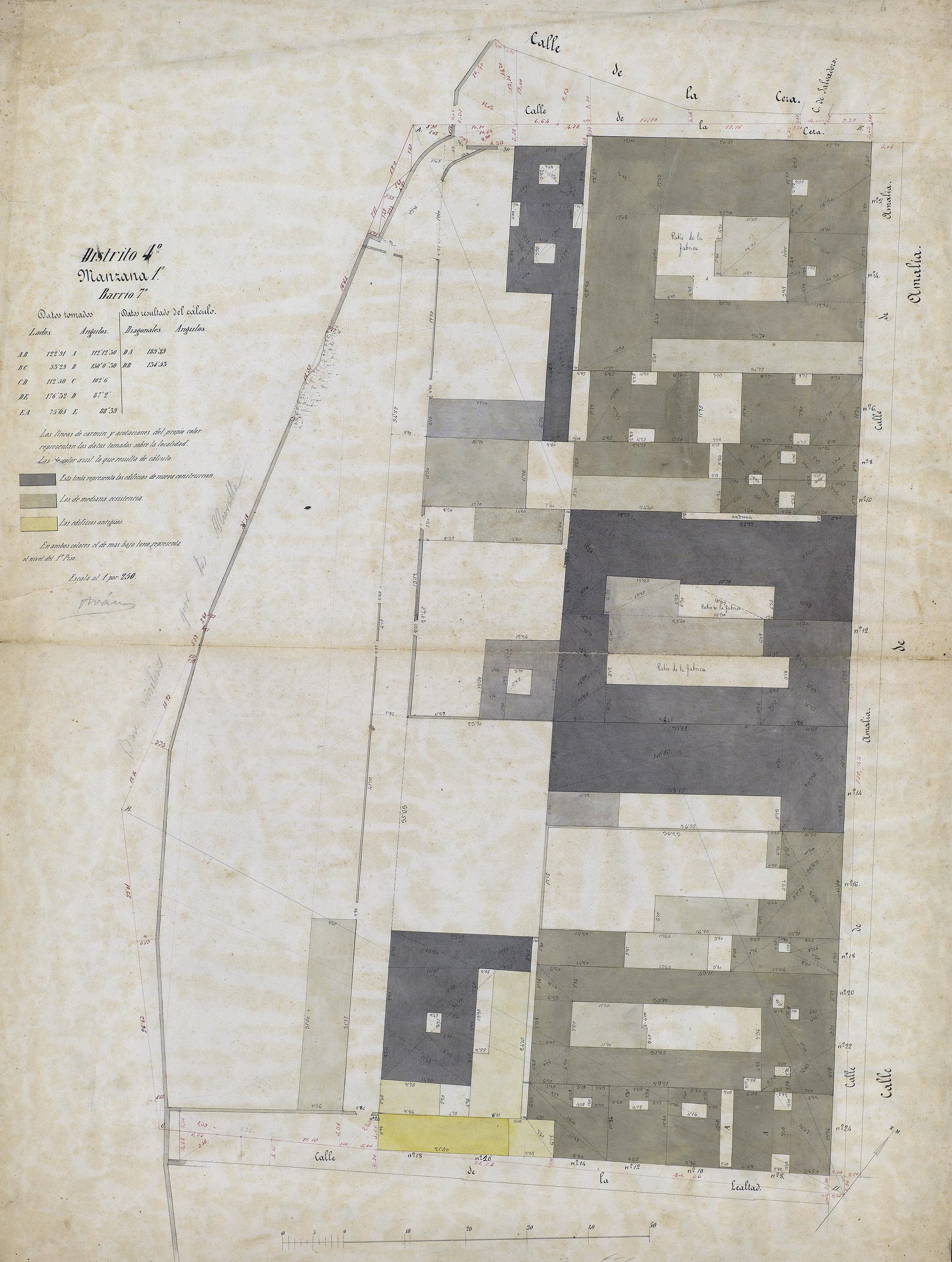
Quarteró núm. 102 de Garriga i Roca (c. 1860)